# Rattus sordidus
Rattus sordidus là một loài động vật có vú trong họ Chuột, bộ Gặm nhấm. Loài này được Gould mô tả năm 1857.

## Hình ảnh

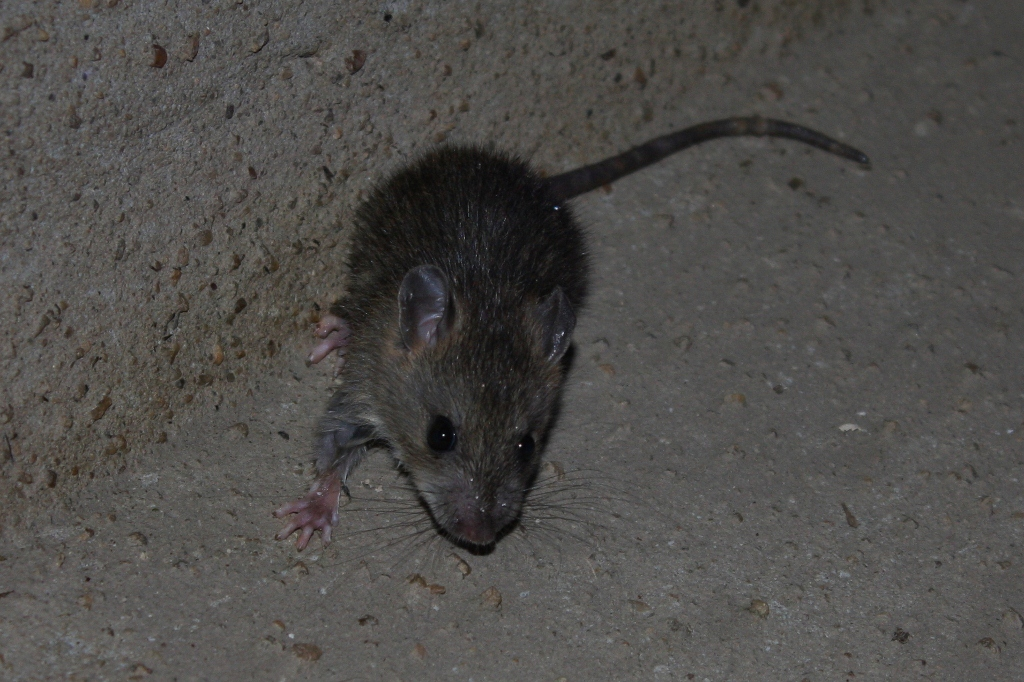